# Catoxyethira apicospinosa
Catoxyethira apicospinosa är en nattsländeart som beskrevs av Wells och Andersen 1995. Catoxyethira apicospinosa ingår i släktet Catoxyethira och familjen smånattsländor. Inga underarter finns listade i Catalogue of Life.